# Eutrichota finitima
Eutrichota finitima este o specie de muște din genul Eutrichota, familia Anthomyiidae. A fost descrisă pentru prima dată de Stein în anul 1898. Conform Catalogue of Life specia Eutrichota finitima nu are subspecii cunoscute.